# Bussy (Estavayer)
Bussy (toponimo francese) è una frazione di 496 abitanti del comune svizzero di Estavayer, nel Canton Friburgo (distretto della Broye).

## Storia

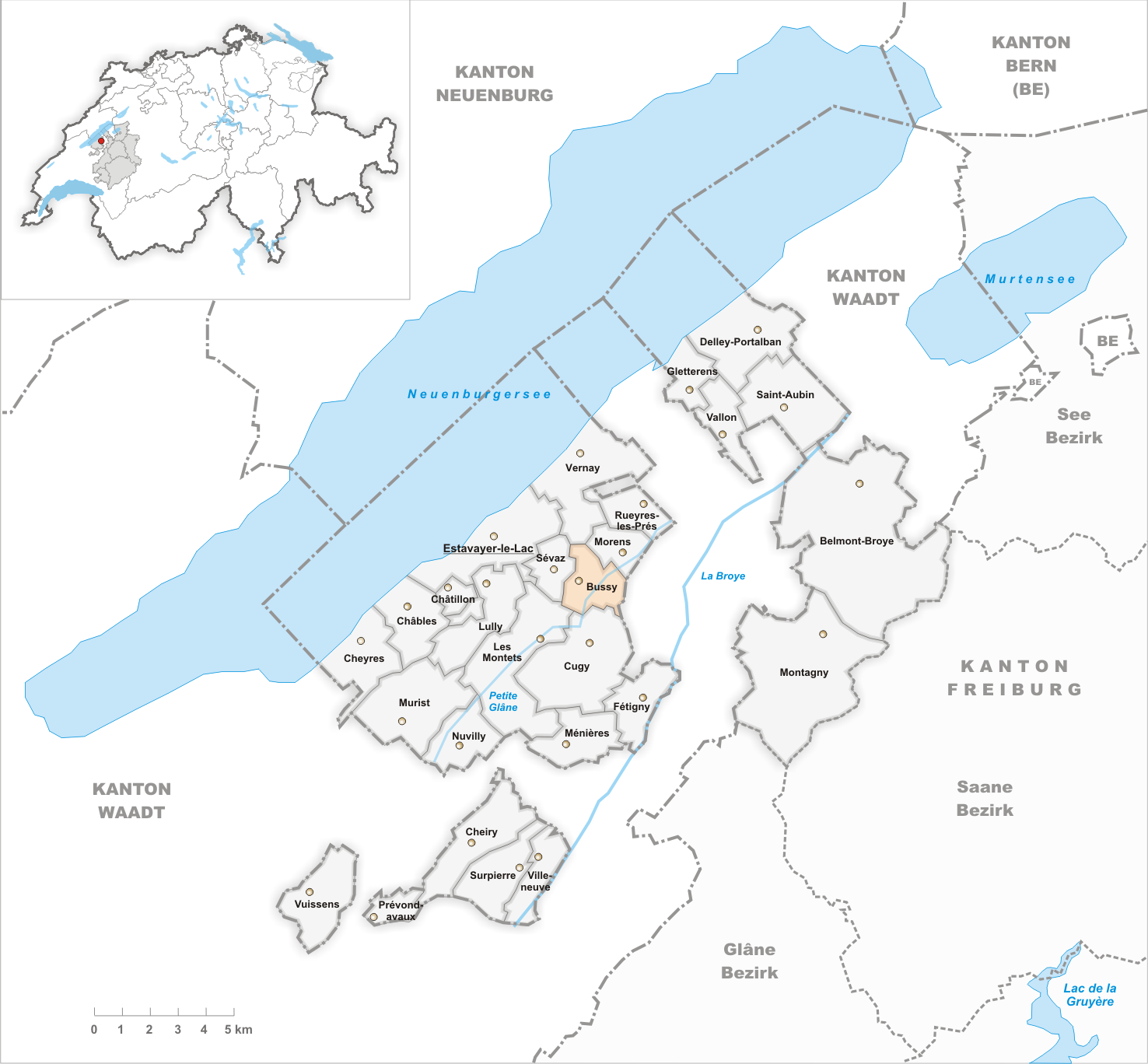
Il territorio del comune di Bussy prima degli accorpamenti comunali del 2017

Già comune autonomo che si estendeva per 3,60 km², il 1º gennaio 2017 è stato accorpato agli altri comuni soppressi di Estavayer-le-Lac, Morens, Murist, Rueyres-les-Prés, Vernay e Vuissens per formare il nuovo comune di Estavayer.

## Monumenti e luoghi d'interesse

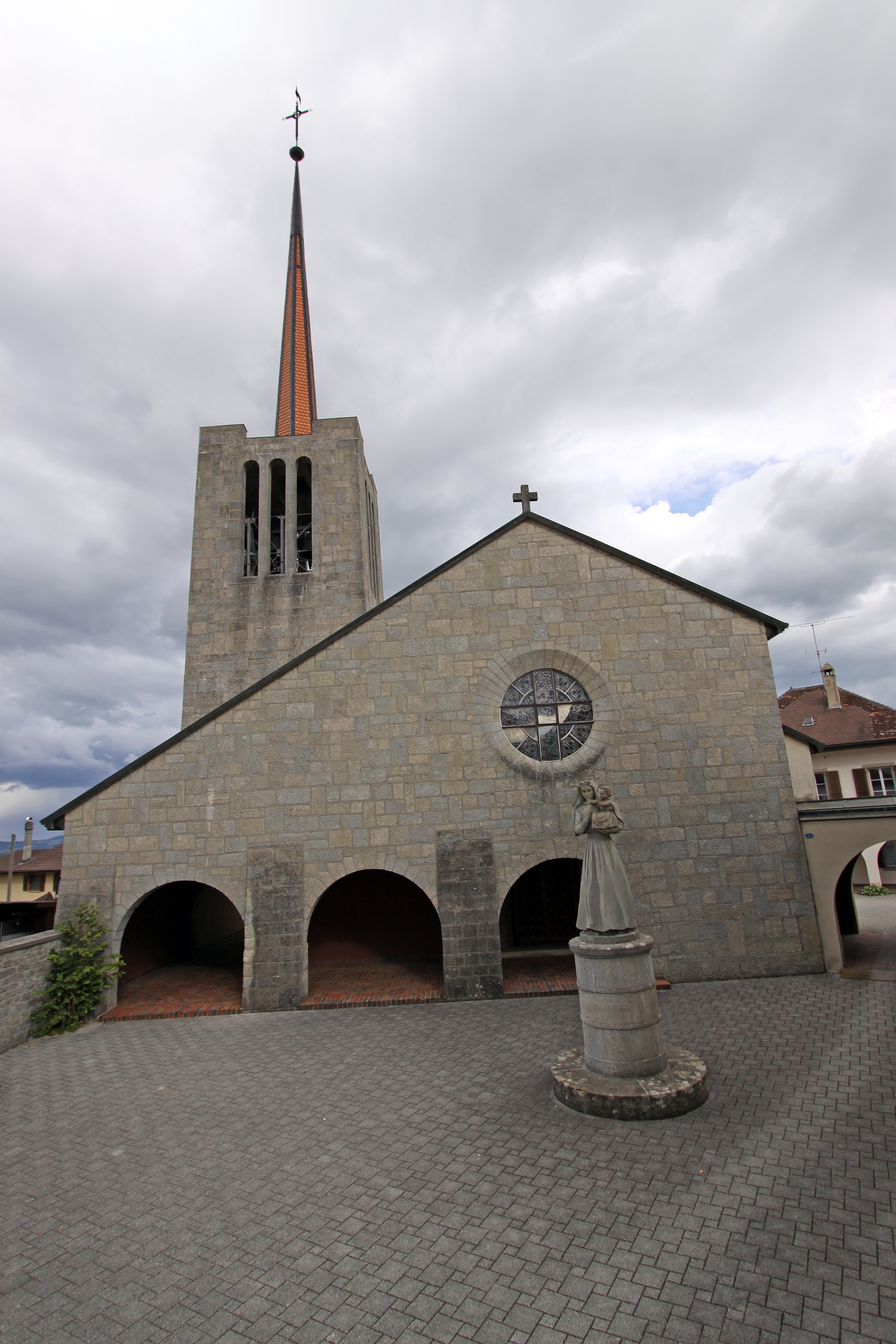
La chiesa cattolica di San Maurizio

- Chiesa cattolica di San Maurizio, attestata dal 1386 e ricostruita nel 1735 e nel 1936-1937 da Fernand Dumas[1].

## Società

### Evoluzione demografica
L'evoluzione demografica è riportata nella seguente tabella:
Abitanti censiti

## Amministrazione
Ogni famiglia originaria del luogo fa parte del comune patriziale che ha la responsabilità della manutenzione di ogni bene comune.